# Dorothee Ziegler

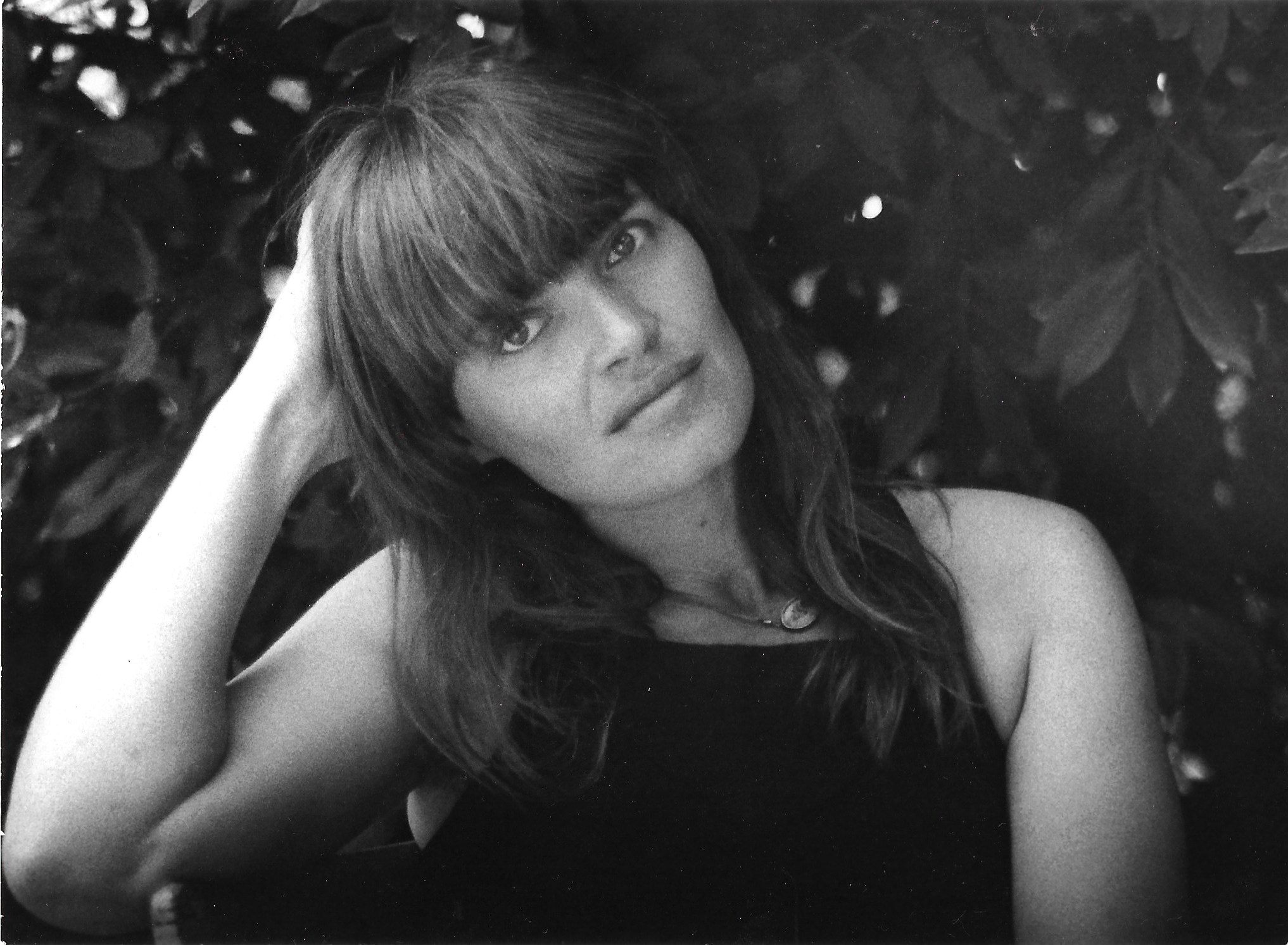
Dorothee Ziegler, s/w-Fotografie, um 1980, Fotograf: Christian Günther

Dorothee Ziegler (* 6. Februar 1945 in Faurndau; † 23. Oktober 2012 in Waldenbuch) war eine deutsche Malerin. Sie arbeitete und lebte in Deutschland und Griechenland.

## Biografie

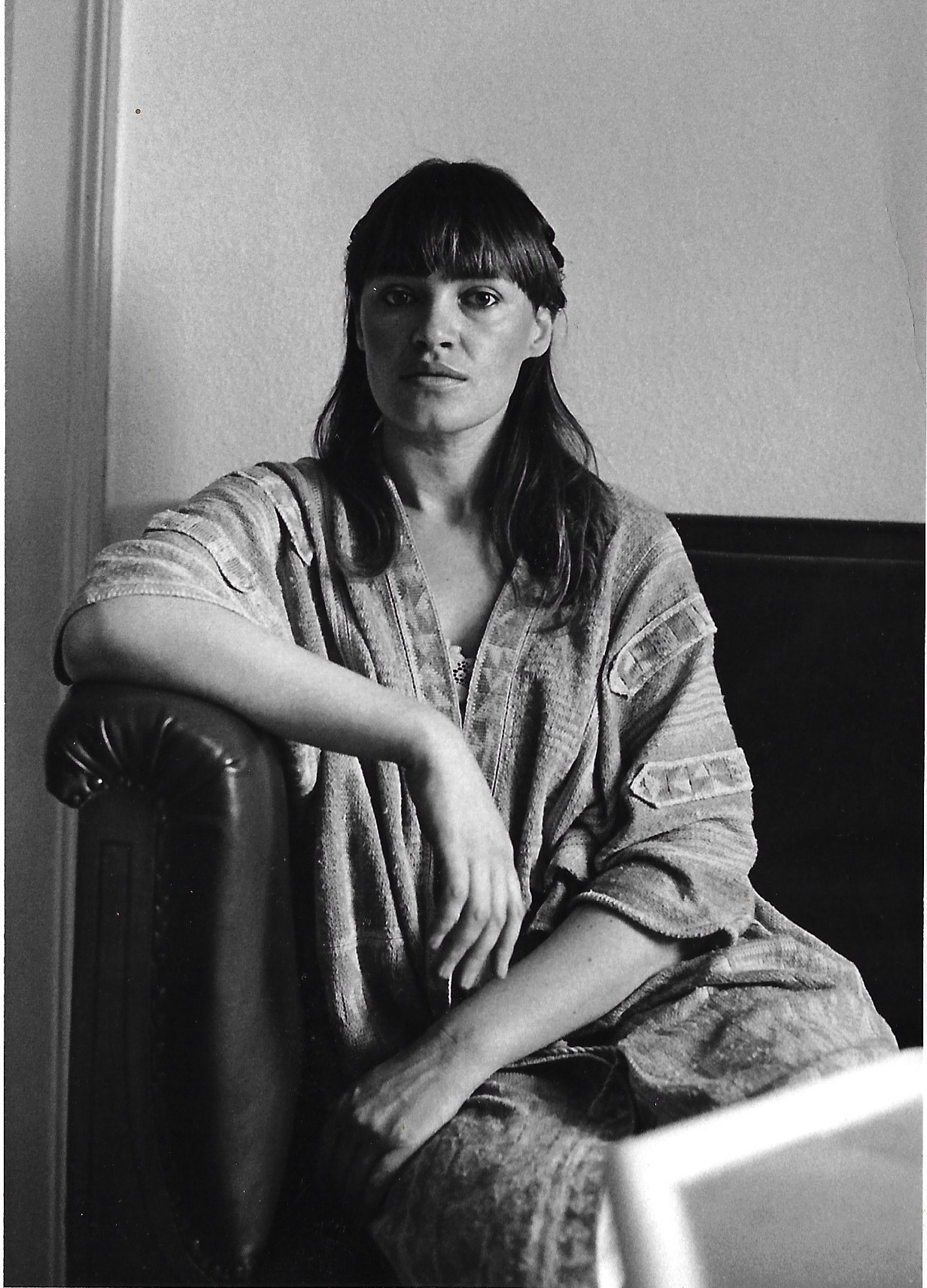
Dorothee Ziegler, s/w-Fotografie, um 1980, Fotograf: Siegfried Gragnato

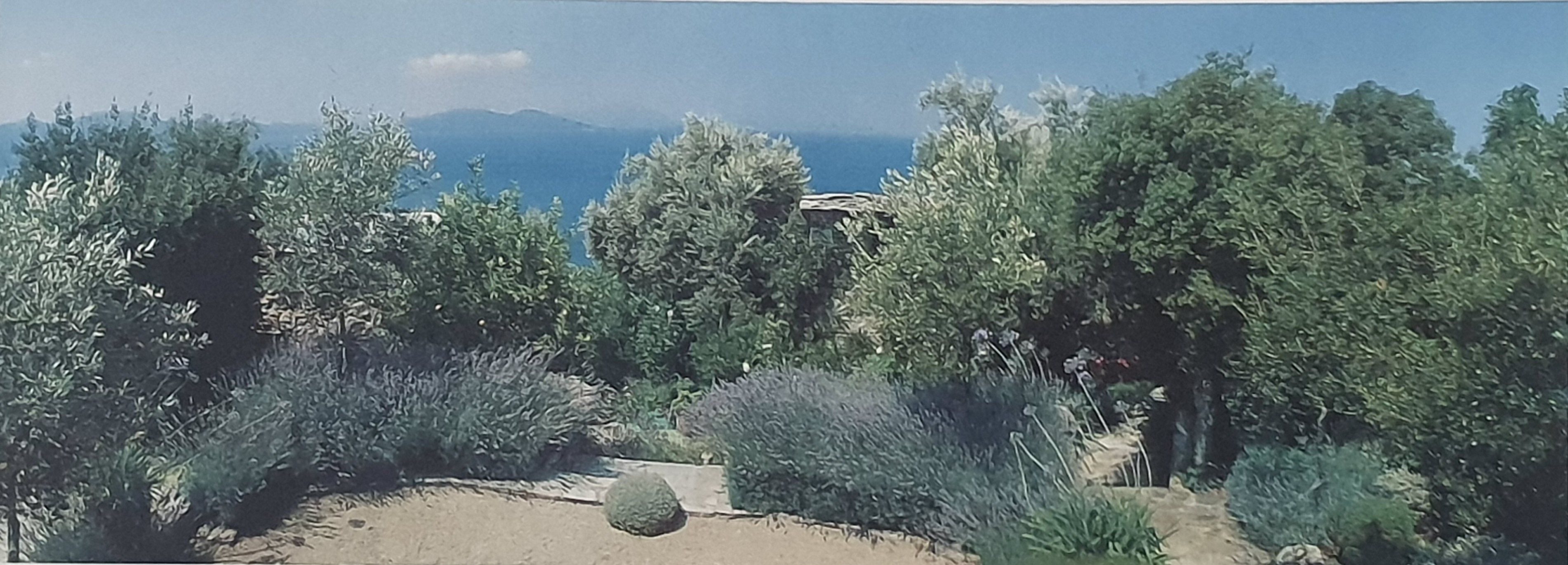
Atelierhaus Paou, Gartenansicht, um 1994, Fotograf: Ulrich Bernhardt

### Herkunft, Ausbildung
Dorothee Ziegler wurde am 6. Februar 1945 auf dem elterlichen Gehöft in Faurndau als zweites von drei Kindern des Ehepaares Elisabeth Kendel (1918–1992) und Ernst Ziegler (1906–1952) geboren. Nach einer abgeschlossenen Ausbildung als Vermessungszeichnerin arbeitete sie einige Zeit in diesem Beruf. 1964 absolvierte sie außerdem eine Ausbildung für den Pflegedienst beim Deutschen Roten Kreuz, um die Möglichkeit zu erhalten, nach Afrika auszuwandern. Zugunsten eines Studiums nahm Ziegler von dem Vorhaben Abstand.
Vom 21. September 1964 bis zum 31. April 1967 studierte sie an der Merz Akademie in Stuttgart und erhielt Privatunterricht bei der Malerin Margrete von Stockhausen in Esslingen. Am 2. Mai 1967 wurde sie direkt in die Fachklasse für Glasmalerei von Rudolf Yelin an der Staatlichen Akademie der Bildenden Künste Stuttgart aufgenommen, der seine Studentin als „zeichnerisch hoffnungsvolles Talent [mit] Tendenz zu freier Malerei“ beschreibt. Ziegler wechselte 1968 zur Meisterklasse für Malerei bei Professor Rudolf Haegele. Als Meisterschülerin mit „starke[r] Begabung“, die „nach einer einfachen Bildsprache [sucht], die zugleich komplex ist“, fand sie in Hägele eine wichtige Bezugsperson. Sie bezog ein eigenes Atelier an der Stuttgarter Akademie und erhielt darüber hinaus finanzielle staatliche Unterstützung für ihr Studium.
1968 zog Dorothee Ziegler für einen einjährigen Studienaufenthalt nach Wien, kehrte anschließend nach Stuttgart zurück. Sie erhielt 1972 den erstmals im Doppel vergebenen ersten und zweiten Preis der Staatlichen Akademie der Bildenden Künste Stuttgart.

### Weiteres Leben
Ausgedehnte Aufenthalte und Studienreisen führten Dorothee Ziegler nach Wien, mehrfach nach Paris, in die Provence, in die Landschaft zwischen Luberon und Mont Ventoux, nach Spanien oder auch nach New York und San Francisco und immer wieder nach Griechenland.
Auf der Pilion-Halbinsel erwarb Ziegler 1976 in der Nähe des Dorfes Argalasti mit ihrem späteren Ehemann, dem bildenden Künstler Christian Günther, einen Olivenhain mit Schafhütte. Gemeinsam erbaute das Paar dort, 90 Meter über dem Golf von Volos, in vieljähriger Arbeit das Atelierhaus Paou. Der Garten und das Haus, von Ziegler gemeinsam mit ihrem Mann zu einem Gesamtkunstwerk gestaltet, prägten maßgeblich ihr Bildwerk. 2001 veräußerte das Paar das Atelierhaus, um Zieglers letzten Wohnsitz, ein ehemaliges militärisches Verwaltungsgebäude bei Waldenbuch, zu erwerben. Hier entstand das Atelierhaus Artwalden. Dorothee Ziegler starb 2012.

## Schaffen

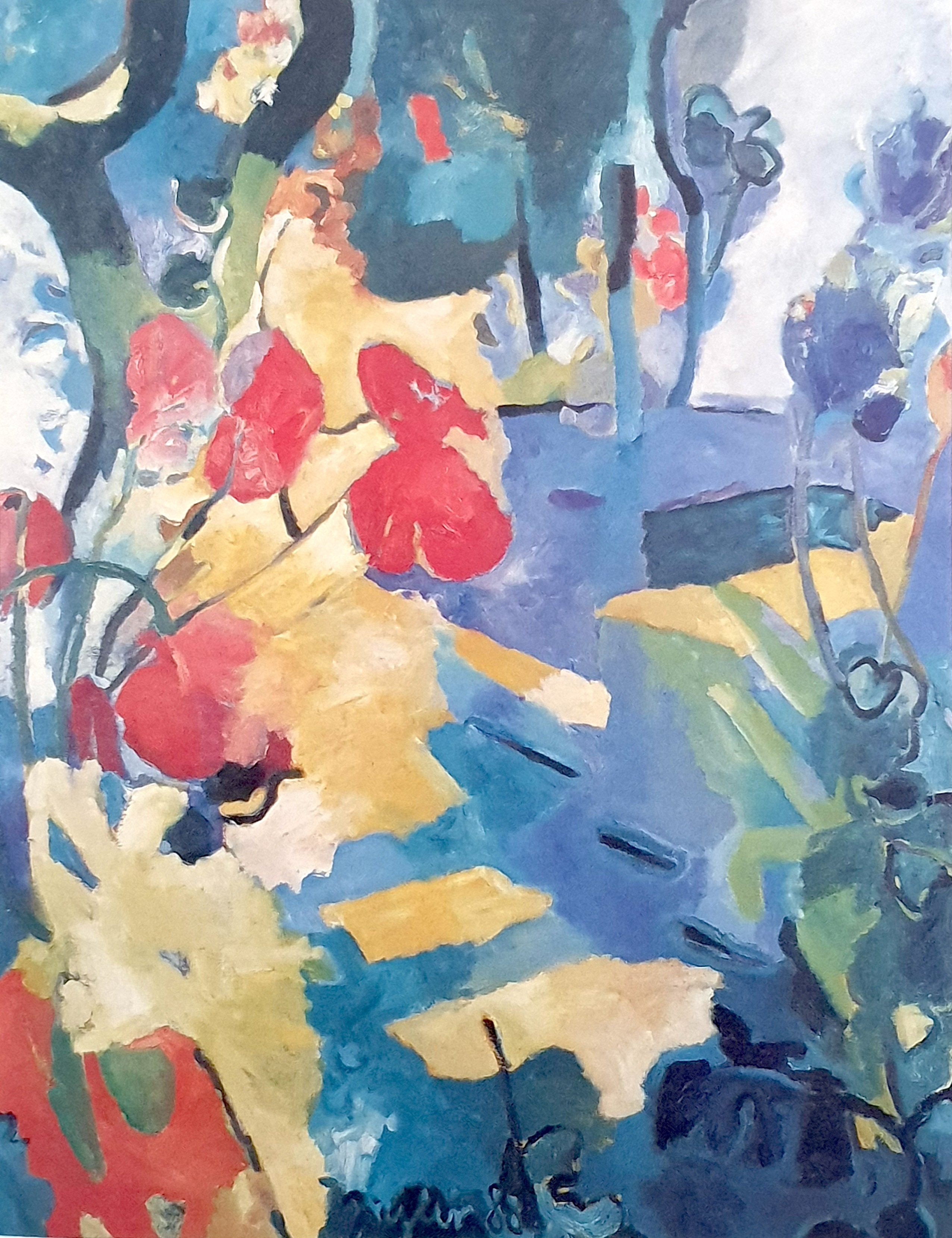
Dorothee Ziegler, Die blaue Stunde, Öl auf Leinwand, 1988, Privatsammlung

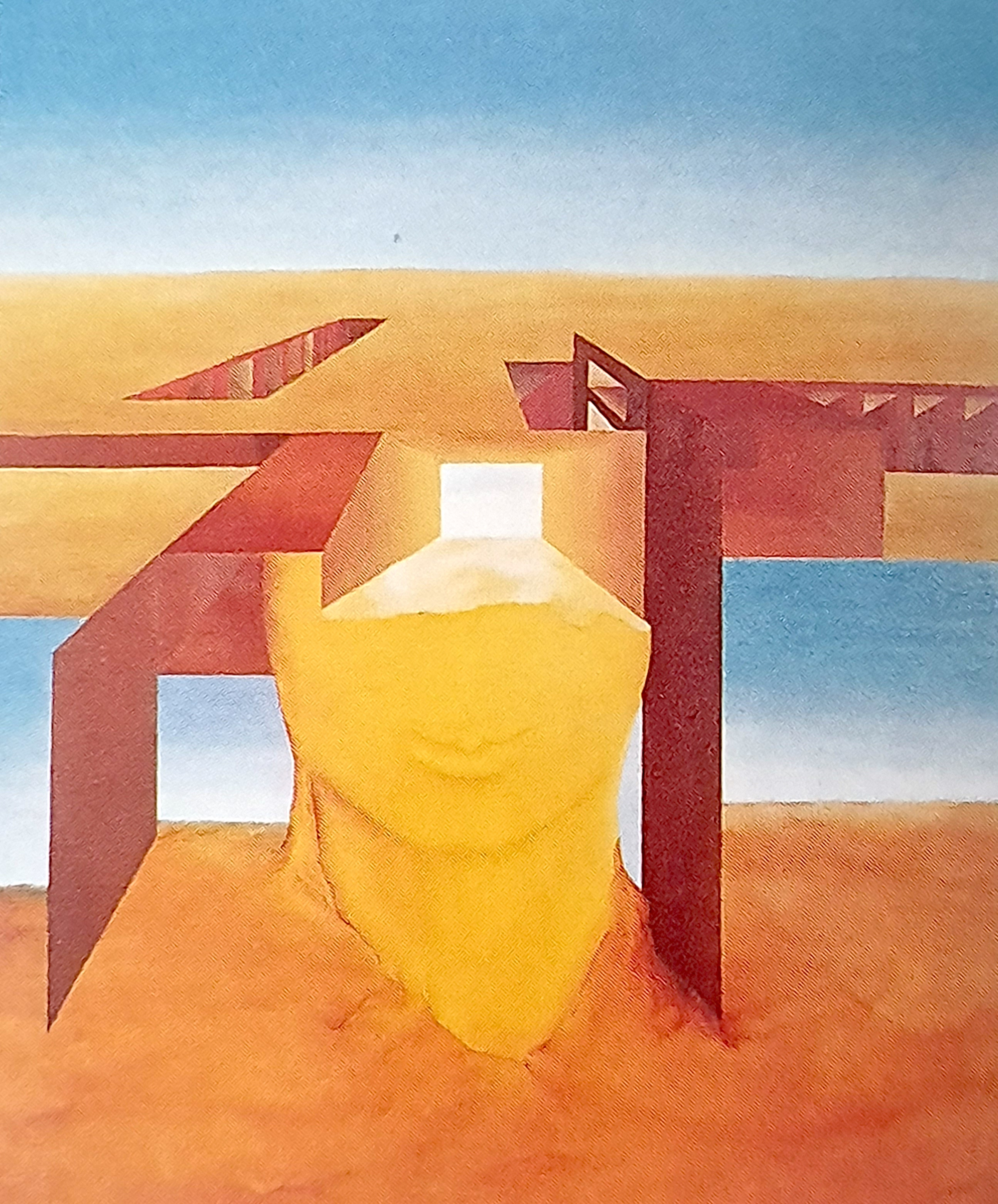
Dorothee Ziegler, aus der Reihe Köpfe, Öl auf Nessel und Hartfaserplatte, um 1972, Nachlass artwalden

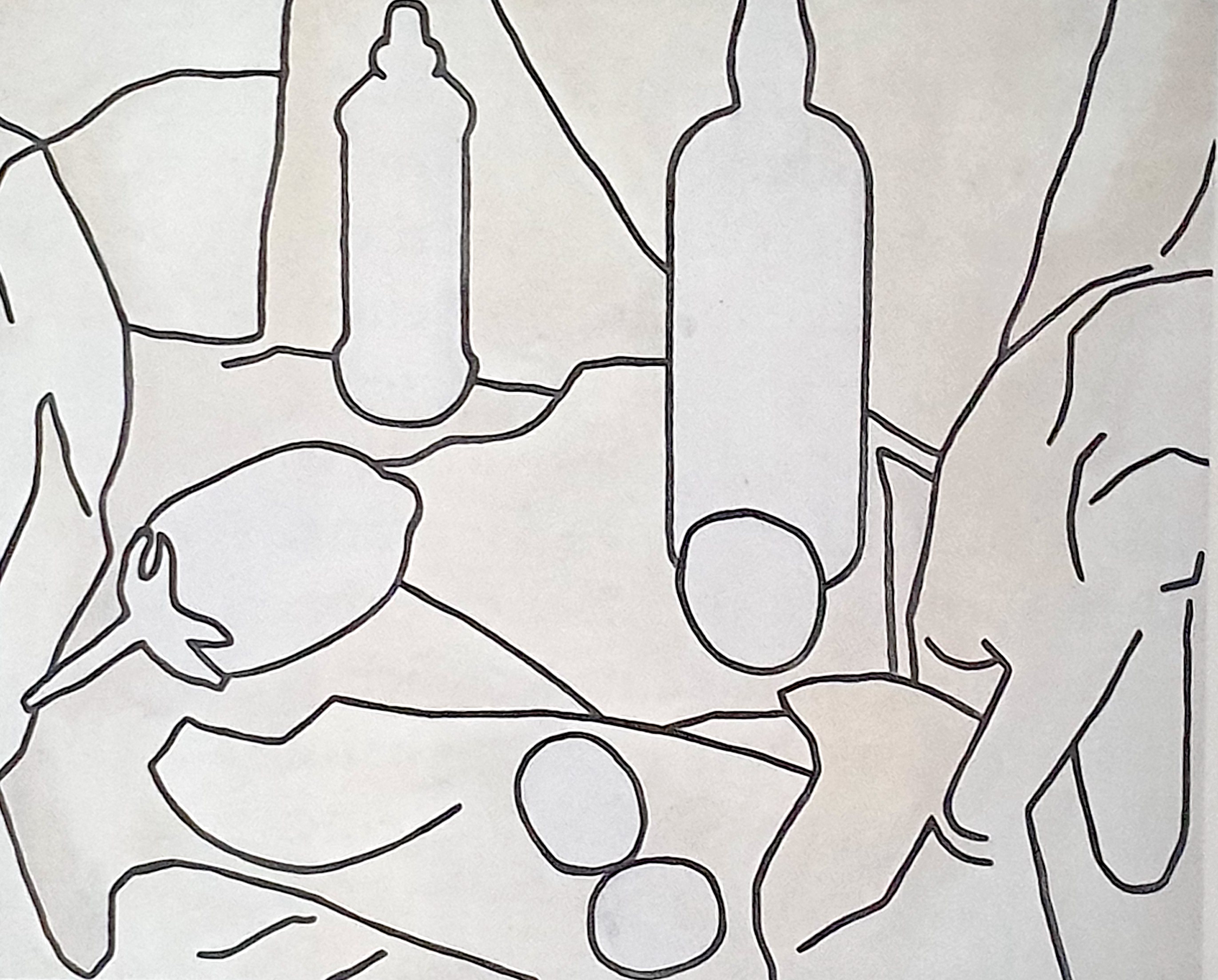
Dorothee Ziegler, aus der Reihe: Linienbilder, Öl auf Leinwand, 1984, Nachlass artwalden

Ab 1972 arbeitete Dorothee Ziegler als freie Künstlerin. Sie begann ihre eigenen an der Akademie begonnenen surrealistischen Strategien der Entfremdung humorig zu untersuchen, Ansätze der Pop Art stilistisch mit ungewöhnlichen Motiven zu kommentieren, malerischen Realismus mit räumlicher Abstraktion zu verbinden. In Serien wie „Köpfe“, „Objekte“, „Giftflaschen“ oder auch „Linienbilder“ wird das deutlich. Ziegler beschäftigte sich mit historischen Positionen sowie Künstlern ihrer Zeit. Darunter: Giorgio de Chirico, Henri Matisse, Niki de Saint Phalle oder auch Louise Bourgeois.
Immer wieder widmete sich die Malerin auch skulpturalen Studien und grafischen Werkreihen. Für den Lebensunterhalt sorgten außerdem restauratorische Aufträge am Schloss Rastatt und am Schloss Favorite in den 1970er-Jahren. Erste Beteiligungen an Gruppenausstellungen machten Zieglers Arbeiten zunächst einem Publikum im Stuttgarter Raum bekannt. Im Juli 1974 nahm sie beispielsweise an der Ausstellung „Schaufenster: die Kulturgeschichte eines Massenmediums“ am Württembergischen Kunstverein Stuttgart teil, kuratiert von Tilman Osterwold, u. a. mit Werken von Joseph Beuys, HA Schult und Nam June Paik. Mit dem Erwerb des Atelierhauses Paou begann sich Ziegler umfassend mit dem Motiv des Gartens zu beschäftigen. Es folgten Ausstellungen in Deutschland, Frankreich und den USA. Einladungen zu verschiedenen Kunst-am-Bau Projekten, zu denen unter anderem die künstlerische Ausgestaltung größerer Innenräume, auch mit skulpturalen Objekten (Mobiles), im Auftrag von privaten und öffentlichen Auftraggebern gehörten. Diese entstanden vornehmlich in den 1990er-Jahren. Die unterschiedlichen Werkphasen der Künstlerin wurden von eingehenden Studien ihrer eigenen Person, mithilfe zahlreicher „Selbstporträts“ begleitet.

## Ausstellungen (Auszug)
- Gruppenausstellung, „Junge Württembergische Künstler“, 1968.
- Gruppenausstellung, „Schaufenster: die Kulturgeschichte eines Massenmediums“, Württembergischer Kunstverein Stuttgart, 20. Juni – 28. Juli 1974.
- Einzelausstellung, „Dorothee Ziegler“, Kunstraum34, Stuttgart, 1979.
- Gruppenausstellung, „Begegnungen mit der Kunst: Dorothee Ziegler und Christian Günther“, Galerie der Baden-Württembergischen Bank Stuttgart, 3. März – 11. April 1980.
- Einzelausstellung, „Dorothee Ziegler: Malerei“, Galerie Below, Stuttgart, 11. März – 3. April 1982.
- Einzelausstellung, „Dorothee Ziegler: Bilder“, Kunstraum34, Stuttgart, 16. April – 7. Mai 1988.
- Einzelausstellung, „Dorothee Ziegler: Paou“, Galerie L'aire du Verseau, Paris, 1988.
- Einzelausstellung, „Dorothee Ziegler: Malerei“, Kunstraum34, Stuttgart, 20. November – 15. Dezember 1991.
- Gruppenausstellung, „Christian Günther and Dorothee Ziegler: Paintings“, June Kelly Gallery, New York, 16. April – 12. Mai 1992.
- Einzelausstellung, „Dorothee Ziegler“, Kunstraum34, Stuttgart, 14. November – 5. Dezember 1992.
- Einzelausstellung, „Guten Tag, Nacht“, Kunstraum34, Stuttgart, 16. April – 30. April 1994
- Gruppenausstellung, „Ziegler & Günther“, Galerie ABTART, Stuttgart, 18. Januar – 28. Februar 2013.[21]